# Giovanni Bernardo Carbone

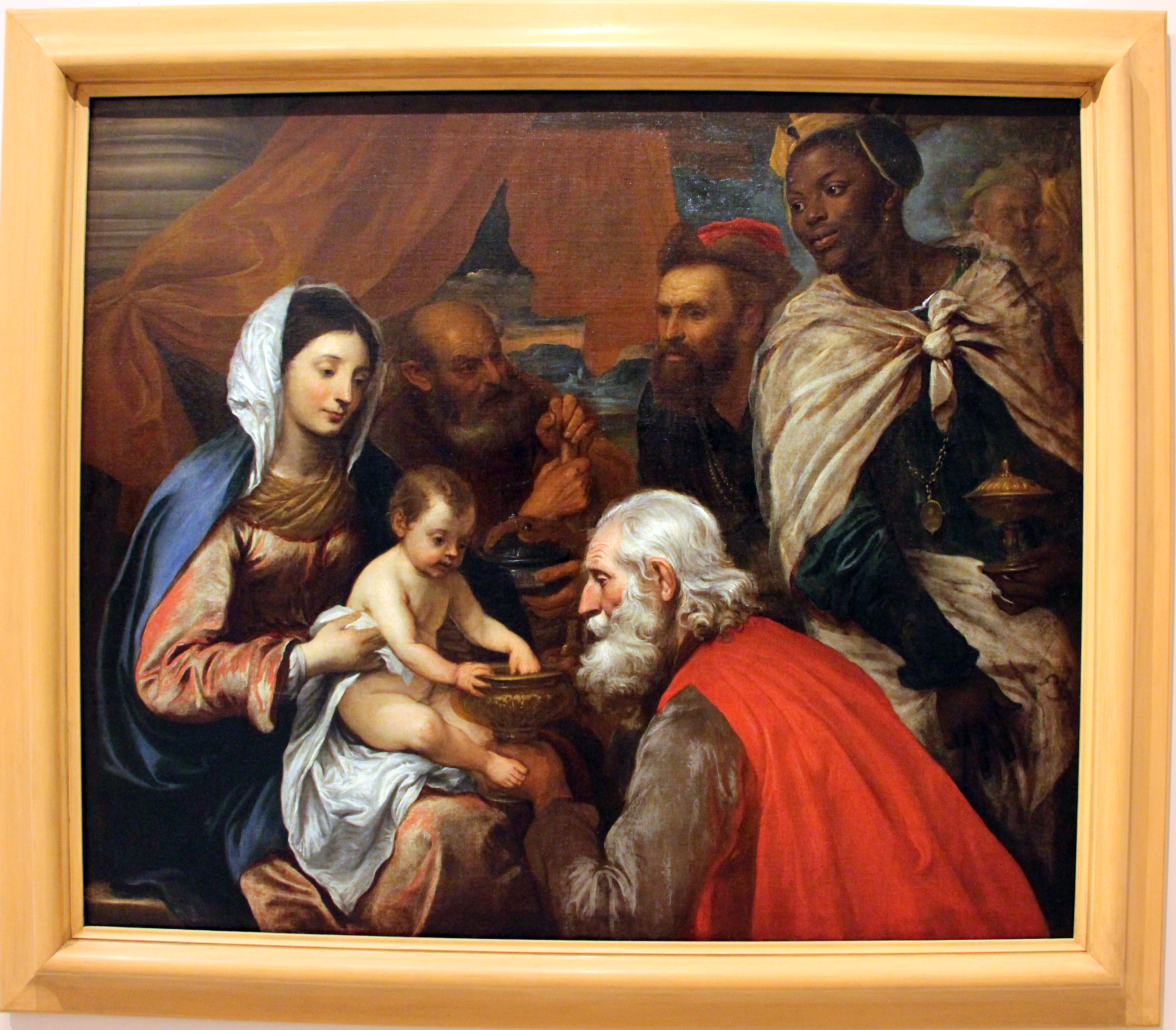
Giovanni Bernardo Carbone: Anbetung der Könige, Accademia Ligustica di Belle Arti, Genua

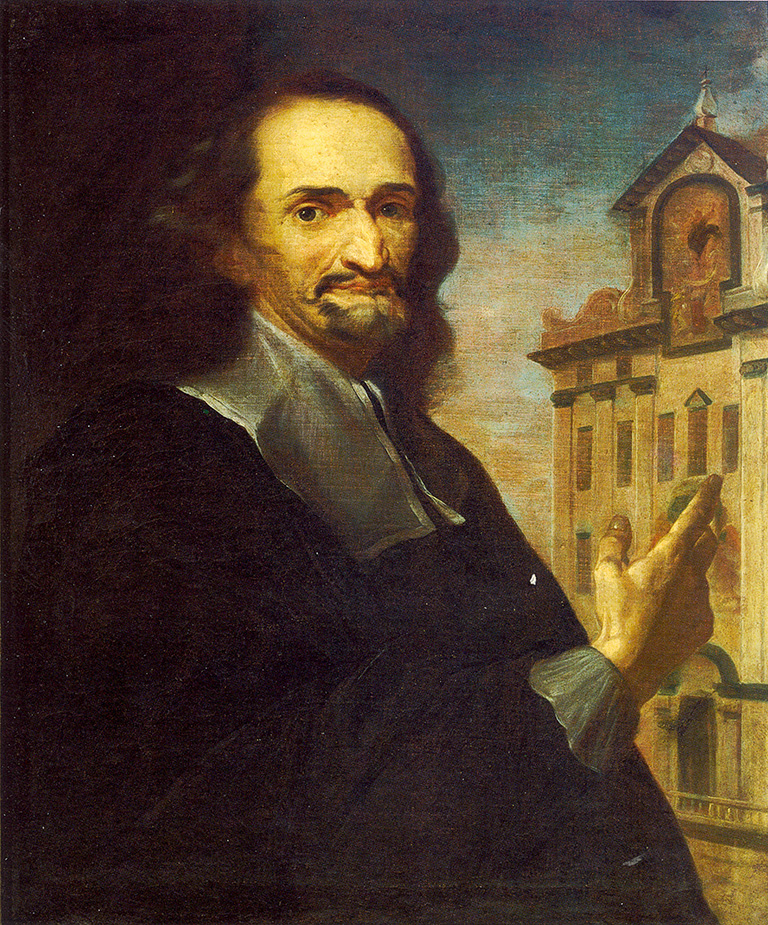
Bildnis des Emanuele Brignole Sale, um 1665–70, Albergo dei Poveri, Genua

Giovanni Bernardo Carbone (oder Carboni; * 1616 in San Martino d’Albaro; † 11. März 1683 in Genua) war ein genuesischer Maler.

## Leben und Werk
Seine Eltern waren der adlige Notar Pantaleone Carbone und dessen Frau Nicoletta, die ihren begabten Sohn bei Giovanni Andrea De Ferrari in die Lehre schickten. Giovanni Bernardo selber heiratete mit 41 Jahren am 10. Dezember 1657 die fünfzehnjährige Anna Maria Serravalle, mit der er zahlreiche Kinder hatte.
Carbone begann als Gestalter von historischen und religiösen Themen und gehörte dem Künstlerkreis um Giovanni Benedetto Castiglione, Valerio Castello und Giovanni Battista Carlone an. Er ist aber vor allem als Maler von Porträts in der Nachfolge von van Dyck bekannt, der in den 1620er Jahren in Genua arbeitete.
1643–44 und 1650–57 reiste Carbone nach Venedig. Dieser Einfluss führte zu den weichen Schatten in dem Bild Der hl. Ludwig betet das Kreuz an, das er um 1662 für die Kirche SS. Annunziata in Genua malte. 1659 vollendete er nach dem Tod von Valerio Castello dessen unvollendetes Fresko Darstellung im Tempel in Santa Maria del Zerbino. Seine produktivste Schaffenszeit waren die 1660er und 1670er Jahre, in denen einige seiner besten Werke entstanden.
Zwei Tage nach seinem Tode wurde er am 13. März 1683 in der Kirche Nostra Signora del Monte in Genua bestattet.

## Wichtige Werke
- Bildnis eines Knaben (um 1640, Museo del Prado, Madrid)
- Mitglieder der Familie Raggio (Galleria nazionale di arte antica, Rom)
- Der hl. Ludwig betet das Kreuz an (um 1662, Basilica della Santissima Annunziata del Vastato, Genua)
- Der Erzengel Michael (um 1662, Kirche Santa Margherita di Marassi, Genua)
- Der hl. Theodor und andere Heilige in Anbetung der Madonna (signiert und datiert 1663, Kirche San Teodoro, Genua)
- Maria mit dem Kind und dem hl. Antonius von Padua (1665, Pfarrkirche Celle Ligure)
- Porträt eines Genueser Magistratsherren (Palazzo Ridolfo e Giovanni Francesco Brignole Sale, Palazzo Rosso, Genua)
- Bildnis des Emanuele Brignole Sale (um 1665–70 (?), Albergo dei Poveri, Genua)
- Bildnis von Kardinal Giulio Spinola (nach 1667, Collezione Marchesi Spinola, Genua)
- Bildnis des Kardinals Ippolito (?) Durazzo (ehemals: Palazzo Niccolò Grimaldi, Genua)
- Porträt einer Genueser Adligen (Palazzo Luca Grimaldi, „Palazzo Bianco“, Genua)
- Bildnis einer Dame, genannt: Die Dame mit den Kirschen (Privatsammlung, Genua)